# Прыжки в воду на летней Универсиаде 2003
Соревнования по прыжкам в воду на летней Универсиаде 2003 года проходили с 24 по 30 августа.

## Медалисты

### Мужчины
| Дисциплина          | Золото                            | Серебро                                | Бронза                                           |
| ------------------- | --------------------------------- | -------------------------------------- | ------------------------------------------------ |
| Трамплин 1 м        | Ванг Фенг · Китай                 | Ванг Тианлинг · Китай                  | Т. Шелленберг · Германия                         |
| Трамплин 3 м        | Ванг Тианлинг · Китай             | Ванг Кенан · Китай                     | Кен Тераучи · Япония                             |
| Вышка 10 м          | Тиан Лианг · Китай                | Ху Джиа · Китай                        | Чой Хюнг · КНДР                                  |
| Синхронный трамплин | Пенг Бо, · Ванг Кенан · Китай     | Джордж Мартинес, · Омар Оеда · Мексика | Массимилиан Маззучи, · Кристофер Саччин · Италия |
| Синхронная вышка    | Тиан Лианг, · Янг Джингуи · Китай | Пак Йонг-Рёнг, · Чо Хюнг-Гил · КНДР    | Чо Кван-Хун, · Квон Кюнг-Мин · Республика Корея  |
| Команда             | Китай                             | Мексика                                | Республика Корея                                 |

### Женщины
| Дисциплина          | Золото                            | Серебро                                    | Бронза                                        |
| ------------------- | --------------------------------- | ------------------------------------------ | --------------------------------------------- |
| Трамплин 1 м        | Ву Минся · Китай                  | Гу Джингджинг · Китай                      | Наталия Умыскова · Россия                     |
| Трамплин 3 м        | Ву Минся · Китай                  | Гу Джингджинг · Китай                      | Дитте Котциан · Германия                      |
| Вышка 10 м          | Ли На · Китай                     | Жанг Джун · Китай                          | Сара Хильдебранд · США                        |
| Синхронный трамплин | Ву Минся, · Гу Джингджинг · Китай | Дитте Котциан, · Конни Шмалфусс · Германия | Кассандра Кардиеэль, · Сара Хильдебранд · США |
| Синхронная вышка    | Жанг Юн, · Сун На · Китай         | Чон Хён, · Ким Гюнг-ю · КНДР               | Кассандра Кардиеэль, · Сара Хильдебранд · США |
| Команда             | Китай                             | США                                        | КНДР                                          |